# Télie Mathiot
Pour les articles homonymes, voir Mathiot.
Télie Mathiot (née le 25 mai 1987 à Dijon) est une athlète française spécialiste du saut à la perche.

## Carrière
En 2010, Télie Mathiot est devenue championne de France de saut à la perche lors des 122e championnats de France organisés à Valence. Après avoir battu son record personnel en réalisant 4,41 m à Saran le 3 juin 2011 lors des championnats de France FFSU, elle enchaîne avec les championnats d'Europe par équipe de Stockholm où elle termine 8e avec 4,25 m.

## Palmarès
| Date | Compétition                      | Lieu      | Résultat | Performance |
| ---- | -------------------------------- | --------- | -------- | ----------- |
| 2009 | Jeux de la Francophonie          | Beyrouth  | 1re      | 4,35 m      |
| 2010 | Championnats de France           | Valence   | 1re      | 4,35 m      |
| 2011 | Championnats d'Europe par équipe | Stockholm | 8e       | 4,25 m      |

## Records
- 4,41 m en plein air à Saran le 4 juin 2011.
- 4,34 m en salle à Cassis le 26 mars 2011.